# Martinje
 Ovo je glavno značenje pojma Martinje. Za naselje u Sloveniji pogledajte Martinje (Gornji Petrovci, Slovenija).
Martinje ili blagdan svetoga Martina je dan koji se diljem srednje Europe slavi u skladu s tradicijom i mnogim običajima: 11. studenoga je datum na koji je 397. godine pokopan Sveti Martin iz Toursa.

## Krštenje vina
U sjevernoj Hrvatskoj i Sloveniji na dan sv. Martina se njeguje tradicionalni pučki običaj simboličkog prevođenja mošta u mlado vino, tzv. »krštenje vina« (»krščenje mošta«) odnosno blagoslov vinograda.  U mjestima u kojim je sveti Martin zaštitnik prireduju se najveće tradicionalne glazbene i folklorne zabave na gradskim trgovima. 
Na proslavama najčešće se priprema martinjska guska i mlinci.
Posebno velika slavlja su u Svetom Martinu na Muri, Požegi, Kutjevu, Velikoj Gorici, Dugom Selu Sv. Ivanu Zelini i brojnim drugim mjestima.